# Lebadea baliensis
Lebadea baliensis är en fjärilsart som beskrevs av Talbot 1932. Lebadea baliensis ingår i släktet Lebadea och familjen praktfjärilar. Inga underarter finns listade i Catalogue of Life.